# Peranua conspicienda
Peranua conspicienda är en fjärilsart som beskrevs av Walker 1858. Peranua conspicienda ingår i släktet Peranua och familjen nattflyn. Inga underarter finns listade i Catalogue of Life.